# Часник темно-фіолетовий
Часник темно-фіолетовий, цибуля міцнооболонкова як Allium firmotunicatum Fomin (Allium atroviolaceum) — вид трав'янистих рослин родини амарилісові (Amaryllidaceae), поширений у південно-східній і південній Європі, південно-західній і центральній Азії.

## Опис
Багаторічна рослина, яка виробляє велику круглу цибулину. Стеблина до 100 см завдовжки. Листя широко-лінійне. Зонтик сферичний з багатьма пурпуровими або червоно-фіолетовими квітами.

## Поширення
Поширений у південно-східній і південній Європі, південно-західній і центральній Азії.
В Україні вид зростає на кам'янистих і трав'янистих схилах, вздовж доріг, іноді в посівах як бур'ян — в Донецькому Лісостепу зрідка; на півдні Степу і в Криму досить звичайний.